# كينيث جورج دام
كينيث جورج السد (بالإنجليزية: Kenneth W. Dam)‏ (و. 1932 – م) هو بروفيسور (أستاذ جامعي)، ومحام من الولايات المتحدة الأمريكية ولد في بوسطن.
وهو عضو في الحزب الجمهوري .

## مناصب وهيئات
أدار آي بي إم.

## روابط خارجية
- كينيث جورج دام على موقع مونزينجر (الألمانية)
- كينيث جورج دام على موقع إن إن دي بي (الإنجليزية)